# Rádio Muriaé
Rádio Muriaé é uma estação de rádio brasileira sediada no município de Muriaé, cidade do estado de Minas Gerais. Opera na frequência FM 99.5 MHz e é pertencente a Sociedade Rádio Muriaé. Até 2018, operava na frequência AM 1140 kHz.

## História
A Rádio Muriaé foi fundada em 29 de outubro de 1943 por José Theodoro Pires Junior, se tornando a primeira emissora de rádio da Zona da Mata Mineira.
Em 1952, o grupo se uniu a Paulo Roberto Barros Silva, dando início a um processo de profissionalização da rádio. Em 1977, Paulo Roberto passou a ser proprietário da emissora. Em 2018, a emissora migrou para o FM, passando a ser transmitida na frequência 99,5 MHz.
A Rádio Sociedade Muriaé é uma estação de rádio brasileira com sede em Muriaé, Minas Gerais. Opera na frequência 99.5 Mhz FM(Anterior 1140 AM) e 96.3 MHz FM, com a cobertura completa para Muriaé e regiões próximas, noroeste fluminense e sudoeste capixaba.
História
A Rádio Muriaé foi fundada por José Teodoro Pires Jr, Olavo Tostes, Murilo Andrade, Gilberto Andrade e Geraldo Starling. Tendo sido dirigida pelo seu sócio fundador, José Theodoro Pires Jr e único proprietário até seu falecimento no ano de 1976, passando a ser dirigida por seus familiares.
Emissora pioneira na Zona da Mata Mineira, A Rádio Sociedade Muriaé foi criada em 29 de outubro de 1943, na frequência ZYD2 1470 Khz e posteriormente ZYL 253, 1140 khz AM. Em 05 de março de 2018, migrou para FM, passando a transmitir com o prefixo ZYN 234, na frequência 99.5 Mhz. Em Outubro de 2023 a Rádio Muriaé completou 80 anos de história. Durante todo o mês de aniversário várias homenagens foram prestadas por autoridades de todo país, em uma demonstração de reconhecimento aos relevantes serviços prestados à população. 
Os programas da emissora, se pautaram com músicas populares, dedicatórias, radionovelas, programa de auditório com a presença de artistas de Muriaé e de várias outras cidades, que se apresentavam ao vivo em seu auditório levando um público considerável às apresentações. A presença da sociedade era muito grande nas transmissões de eventos da emissora. A programação primava pelas atrações locais e regionais, focando a informação, cultura e tradições locais .
A década de 1940, de grandes acontecimentos no Brasil e no Mundo, como a Segunda Guerra Mundial, foi para o rádio potencialmente uma época de Radionovela e programas de auditório, de público e audiência cativos.
Desde estes anos iniciais, a Radio Sociedade Muriaé começou a formar o seu perfil radiofônico, tendo como referência, o que era feito nas grandes capitais, principalmente o Rio de Janeiro, capital da República, que era expoente de cultura nacional.
A transição dos programas de auditório para os de estúdio, que são a grande mudança na história do rádio brasileiro, teve uma influência muito grande em toda a programação da Rádio Muriaé.
Mudanças que consolidaram o perfil radiofônico mais voltado ao jornalismo informativo e cultural.
Como em todo aspecto a evolução tem que ser acompanhada de recursos capazes de atender às expectativas momentâneas e futuras.
A programação foi muito diversificada no período de 1946-1970, para acompanhar o crescente meio de radiodifusão no Brasil,em constante transformação coma chegada de novas tecnologias.
A década de 70 marca uma entrada nas novas formas de programação, com programas em estúdio e conteúdo jornalístico voltando as atenções para os acontecimentos locais e regionais.
Sendo assim,à partir de 1978, sob nova direção, com Paulo Roberto Barros Silva e Jorge Barroca, grande locutor e dinâmico apresentador, que tornaram-se proprietários, sendo anteriormente office boy e locutor da ZYD-2, dando inicio a uma era, dedicada exclusivamente a dar continuidade em cada dia a excelência em radiodifusão, sempre mantida por José Theodoro Pires Jr..
No dia 25 de março de 1985, mais uma grande conquista. O Ministério das Comunicações, concede o primeiro canal para transmissão de rádio em freqüência modulada, FM, em Muriaé e região. Este novo canal, a Rádio Muriaé FM, 96,3 MHz,+-hoje Rádio 96, que abrange várias cidades dos estados de Minas Gerais, Rio de Janeiro e Espirito Santo.
A consolidação das transmissões em Frequência Modulada (FM), tem seu marco inicial na década de 80. Desde então, a Rádio 96 FM de Muriaé tem aumentado sua área de atuação e audiência.
A inauguração de sua sede atual, Avenida Constantino Pinto 90, se dá em 1º de setembro de 1996. Uma nova estrutura, com modernos equipamentos para acompanhar as demandas dos profissionais e ouvintes.        
Em 7 de novembro de 2018, as transmissões da Rádio Muriaé AM 1140 foram encerradas, fazendo a migração para o FM, e com isso passou a transmitir em 99.5 MHz com a mesma programação consolidada ao longos dos seus 75 anos, com destaque para musica, esporte e noticia.
Circunscrita à cidade de Muriaé nos momentos iniciais, a programação é voltada principalmente para a música brasileira e o jornalismo informativo.
A Rádio Sociedade Muriaé conta com os sites www.radiomuriae.com.br e radio96muriae.com.br, lançados em junho de 2010. Estes novos canais visam a difusão de conteúdos  e da programação diária via streaming, tendo como foco principal o jornalismo informativo. São canais de interatividade com os ouvintes e internautas, visando a difusão e  propagação de conteúdos via web.
 As redes sociais como Facebook, Twitter, Whatsapp, tornaram a comunicação virtual da Rádio Muriaé e Rádio 96 FM Muriaé com o mundo de forma abrangente.
Em 04 de Julho de 2022 o Sistema Integrado de Comunicação inaugura sua nova emissora, a PREMIUM FM 94.7. Com programação voltado ao público adulto-contemporâneo a PREMIUM FM se tornou o mais novo canal de comunicação. Atuando no segmento que prima pelos clássicos da música internacional e nacional, além de um espaço voltado semanalmente aos maiores nomes da História do Rock, A PREMIUM FM se consolida com um público fiel ao seu estilo de programação. 
Esta interatividade contemporânea faz parte de uma aproximação maior já percebida no âmbito dos meios de comunicação, seja escrita, visual ou falado.  
As programações diárias das emissoras são complementadas visando dar espaço a todos os perfis sociais de ouvintes e internautas:
·        Informação
·        Música
·        Esporte
·        Entretenimento

## Programação
A emissora é afiliada a Rádio Itatiaia, transmitindo diariamente o "Jornal da Itatiaia". Além disso, a programação da rádio é formada por atrações jornalísticas, programas religiosos e esportivos.